# جمعية فلسطين الألمانية
جمعية فلسطين الألمانية (بالألمانية Der Deutsche Palästinaverein) أو الجمعية الألمانية لدراسة فلسطين ، هي جمعية تأسست عام 1877م لتعزيز البحث العلمي في تاريخ وثقافة فلسطين، وخاصة ماضيها العهديني. المقر السابق كان لايبزيغ، المقر الحالي هو بون.
مجالات النشاط علم الآثار التوراتية، وعلم الانثولوجيا، وفقه اللغة، والتاريخ السياسي والفني لمنطقة فلسطين.

## التاريخ والرسالة
تأسست الجمعية عام 1877 بمبادرة من المدرس والباحث بالشأن الفلسطيني، السويسري كارل فرديناند زيمرمان. عند التأسيس، كان يهدف إلى توسيع البحث اللغوي في الكتاب المقدس من خلال دمج الدراسات البلدانية. ولم توضع حدود طائفية أو سياسية. كان النموذج هو صندوق استكشاف فلسطين البريطاني ، الذي تأسس في عام 1865. تنص البنود على أمور من بينها:
«§ 1: تحت اسم» الجمعية الألمانية لبحوث فلسطين «، هناك مجتمع علمي قائم على القوانين التالية ويمارس حقوق الشخصية الاعتبارية تحت هذا الاسم. »
علاوة على ذلك، تم تسمية الغرض من الجمعية في الفقرة 2 بأنها «لتعزيز البحث العلمي لفلسطين بكل المجالات ونشر الاسهامات فيها في دوائر أخرى» .
كان من المقرر توسيع أبحاث فلسطين من خلال النتائج الطبوغرافية، من خلال الرحلات الاستكشافية إلى أرض الكتاب المقدس، ومن خلال البحوث الأثرية والجغرافية والإثنوغرافية. كما كان الوضع السياسي حينها كذلك موضوع التحقيقات. من أجل تحقيق هذه الأهداف، يجب تجميع الأنشطة المحدودة والمشتتة محليًا بناءً على النموذج البريطاني وتحسين تمويل البحث.
من الأعضاء المؤسسين المهمين المستشرق سوكين Albert Socin ورجل الدين فورر Konrad Furrer من سويسرا، واللاهوتي البروتستانتي كاوتش Emil Kautzsch، والعهد القديم والباحث في الكتاب المقس وفلسطين هيرمان غوته Hermann Guthe، والقنصل الألماني السابق في القدس فون ألتن Georg Friedrich August von Alten، والقنصل بالنيابة فون مونشهاوزن Thankmar von Münchhausen، ورسام الخرائط البرليني كيبرت Heinrich Kiepert، والجيولوجي الشتوتغارتي أوسكار فراس، واللاهوتي البروتستانتي ديليتش Franz Delitzsch والناشر الايبزيغي بايديكر جونيور Karl Baedeker junior.
كان لدى الجمعية حوالي 230 عضوا مساهمًا في العام الذي تأسست فيه. ونشرت الجمعية المجلة التي تنشر سنويًا لجمعية فلسطين الألمانية (ZDPV) من دار كارل بايديكر في لايبزيغ، والتي كان لها أداء علمي صارم. من بين أبرز الأعضاء كان القيصر فيلهلم الأول، وفريدريش الثالث. وويلهلم الثاني والمشير الميداني البروسي هيلموت فون مولتكه.
كما كان العديد من أعضاء الجمعية الفلسطينية الألمانية أعضاء في صندوق استكشاف فلسطين.   على سبيل المثال، المهندس والمهندس المعماري وعلم الآثار المقيم في حيفا غوتليب شوماخر أو المهندس المعماري وعلم الآثار والمبشر كونراد شيك. من ناحية أخرى، أصبح الضابط والمستكشف البريطاني تشارلز وليام ويلسون عضوًا في الجمعية عام 1878.
في فترة ما قبل الحرب، نفذت الجمعية حفرتين في فلسطين (القدس [1881] ومجدو [1903-1905]).
تنشر الجمعية المجلة السنوية لجمعية فلسطين الألمانية (ZDPV) مع مقالات عن تاريخ وثقافة فلسطين.

## أدبيات الموضوع
- دومينيك تريمبور (محرر.): الأوروبيون في بلاد الشام. بين السياسة والعلم والدين (19 - 20) مئة عام). = The Européens au Levant. أولدنبورغ، ميونيخ 2004، ISBN 3-486-57561-9 (دراسات باريس التاريخية 53). عبر الإنترنت على المنظور
- حاييم غورين: «اذهب واستكشف البلد». بحث ألماني عن فلسطين في القرن التاسع عشر مئة عام. (= سلسلة منشورات من معهد التاريخ الألماني في جامعة تل أبيب 23). Wallstein ، Göttingen 2003، ISBN 3-89244-673-3 .
- أولريش هوبنر: الجمعية الألمانية لدراسة فلسطين (1877-2002) وجذورها في بازل. في: Theologische Zeitschrift 58، 2002، ص 329-338 (رقمي)
- أولريش هوبنر: الجمعية الألمانية لبحوث فلسطين: عصور ما قبل التاريخ وتأسيسها وتطورها حتى فترة فايمار . في: Ulrich Hübner (ed.): فلسطين اكسبلوراندا (= أطروحات جمعية فلسطين الألمانية 34). فيسبادن 2006، ص 1-52 (رقمي).

## روابط إنترنت
- الصفحة الرسمية للجمعية
- Ulrich Hübner: https://www.bibelwissenschaft.de/wibilex/das-bibellexikon/lexikon/sachwort/anzeigen/details/deutscher-verein-zur-erforschung-palaestinas/ch/ed179c554479968fc63090edd6f12e36/

## هوامش
1. ↑  مُعرِّف المكتبة الوطنية الفرنسية (BnF): 13135494v.
2. ↑  Satzung (PDF) نسخة محفوظة 27 مايو 2020 على موقع واي باك مشين.
3. ↑  "Der Verein – Deutscher Verein zur Erforschung Palästinas" (بde-DE). Archived from the original on 2020-05-10. Retrieved 2020-05-10.{{استشهاد ويب}}:  صيانة الاستشهاد: لغة غير مدعومة (link)
4. ↑  "Deutscher Verein zur Erforschung Palästinas" (بالألمانية). Archived from the original on 2016-04-04. Retrieved 2020-05-10.
5. ↑  نسخة محفوظة [Date missing], at www.palaestina-verein.de